# Masdevallia echo
Masdevallia echo es una especie de orquídea epífita originaria del oeste de Sudamérica.

## Descripción
Es una orquídea de pequeño tamaño que prefiere el clima fresco, es de hábitos epífitas y cespitosa, con un robusto ramicaule erecto que está envuelto basalmente por 2-3 vainas tubulares que llevan una sola hoja de color verde, erecta, apical, coriácea, angostamente elíptico-oblonga, subaguda a obtusa que se estrecha poco a poco en un mal definido y canalizado peciolo. Florece en cualquier momento del año con unas pocas flores sucesivas en una congestionada inflorescencia de 15 a 30 cm de largo, con las flores justo por encima de las hojas.

## Distribución y hábitat
Se encuentra en Perú en elevaciones de 2000 a 2700 metros.

## Cultivo
Se debe mantener la planta en sombra parcial. La planta puede ser cultivada en condiciones intermedias. Poner la planta en una maceta con corteza fina, musgo sphagnum o perlita. Regar con regularidad y mantenerla húmeda.

## Sinonimia
- Alaticaulia echo (Luer) Luer, Monogr. Syst. Bot. Missouri Bot. Gard. 105: 5 (2006).[2]